# 장복초등학교 (충남)
장복초등학교는 대한민국 충청남도 예산군 대술면 장복국화동길 39-8 (장복리)에 있었던 공립 초등학교이다.

## 학교 연혁
- 1949년 8월 31일 대술국민학교 장복분교장 설립인가
- 1954년 3월 15일 장복국민학교로 승격 인가
- 1954년 4월 10일 장복국민학교 개교
- 1955년 3월 3일 제1회 졸업식
- 1984년 3월 1일 병설유치원 개원
- 1995년 3월 1일 5학급 편성(교단개혁 선도 학교)
- 1990년 7월 6일 급식학교 지정 받음
- 1996년 3월 1일 장복초등학교로 개칭
- 2006년 2월 16일 제52회 졸업식(총 3288명 배출)
- 2006년 3월 1일 제6학급 편성
- 2007년 3월 1일 대술초등학교 통폐합